# Parque do Bicão

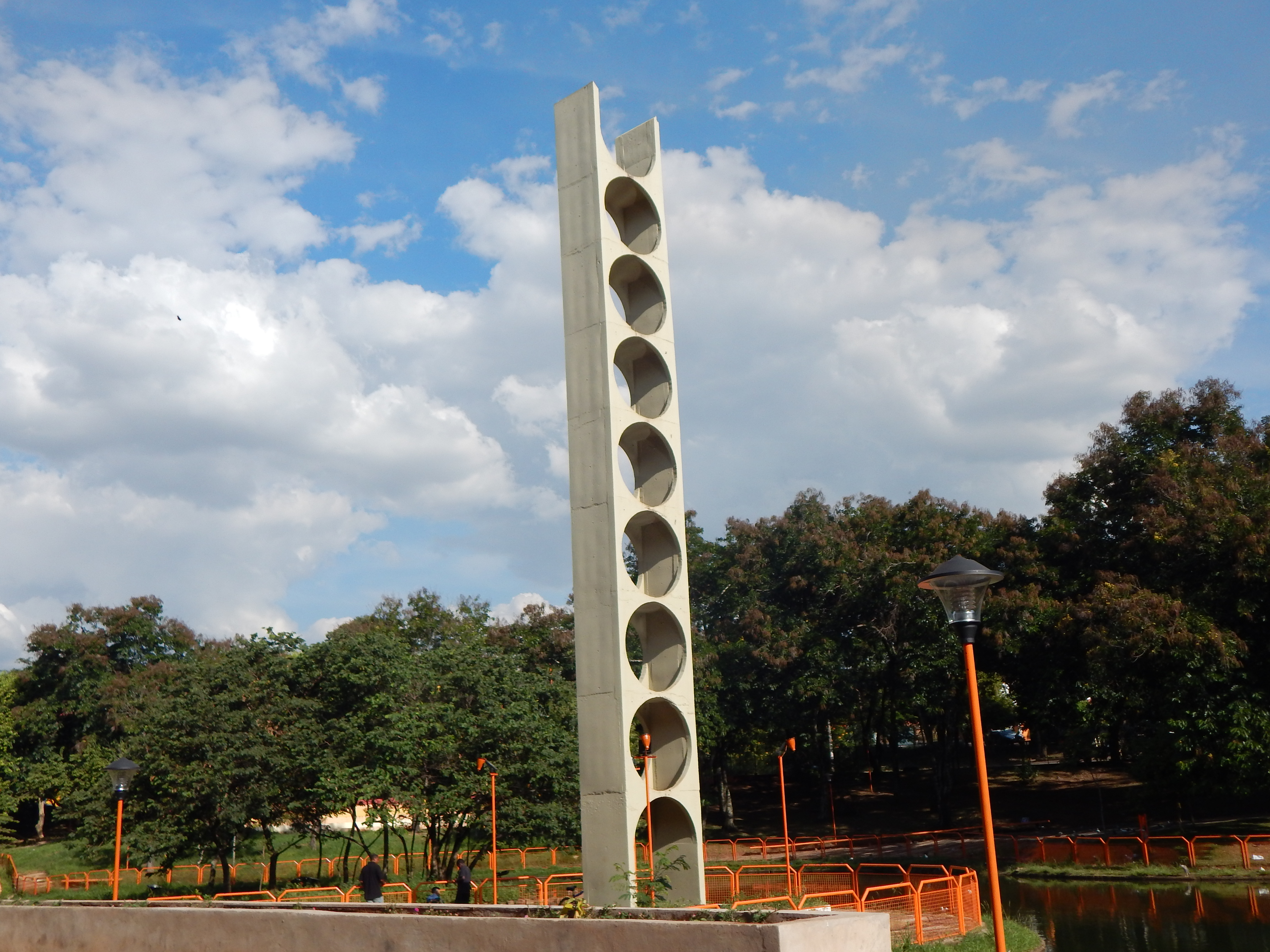
Pombal no Parque Veraldo Sbampato (Parque do Bicão).

Fundado em 1982, o Parque Veraldo Sbampato, conhecido também como “Parque do Bicão”, é um centro de esporte, lazer e cultura, localizado na cidade de São Carlos, interior de São Paulo.

## História do Parque
O parque se formou ao redor do Córrego do Medeiros, no ano de 1982, localizado entre os bairros da Boa Vista e Jardim Botafogo na cidade de São Carlos. A origem do nome “Bicão” vem de uma bica d’água que abastecia a população do entorno. Em uma placa datada do ano da inauguração, consta a designação do espaço como “Centro de Lazer Joaquim da Rocha Medeiros”, no entanto, não há nenhuma documentação oficial que regulamente a titulação. Em função disso, em 2001, através da Lei Municipal 12.820/01, o parque recebeu o nome de “Veraldo Sbampato”.

## Esporte, lazer e cultura

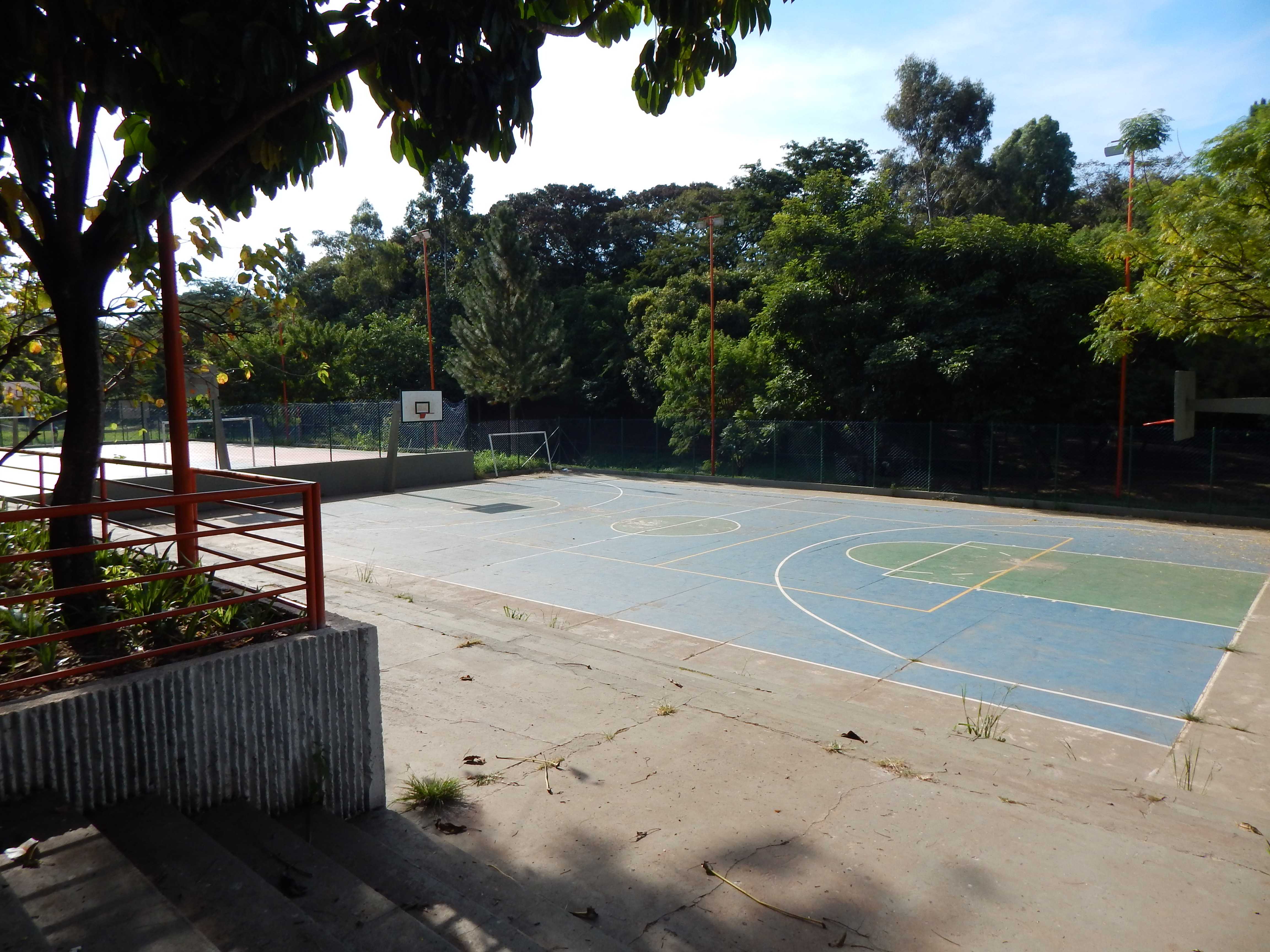
Quadra poliesportiva

O Parque tem um espaço moderado voltado para realização de esportes. Conta com 3 (três) quadras poliesportivas, uma pista de caminha e academia ao ar livre, permitindo aos visitantes usufruir e praticar esportes diversos. Possui ainda um bicicletário (espaço para guardar bicicletas). Voltado para as crianças, existe no local um parque infantil.  Abriga também um pombal de concreto, caramanchão com flores de primavera, teatro de arena e lago, dispostos para lazer e atividades culturais.

### Eventos
No parque são realizados alguns eventos de cunho cultural, como por exemplo, o “Circuito Arena”, o “Vem brincar”, “Festival Contato” e a regular Feira Livre de agricultura familiar, que ocorre todas as quintas feiras. O evento "Vem brincar" foi realizado no dia 28 de maio de 2018, Dia Mundial do Brincar, e teve como objetivo promover atividades de lazer e cultura voltadas ao publico infantil, além de marcar a entrega da revitalização e requalificação realizada no parque pela PROHAB (Progresso e Habitação de São Carlos).

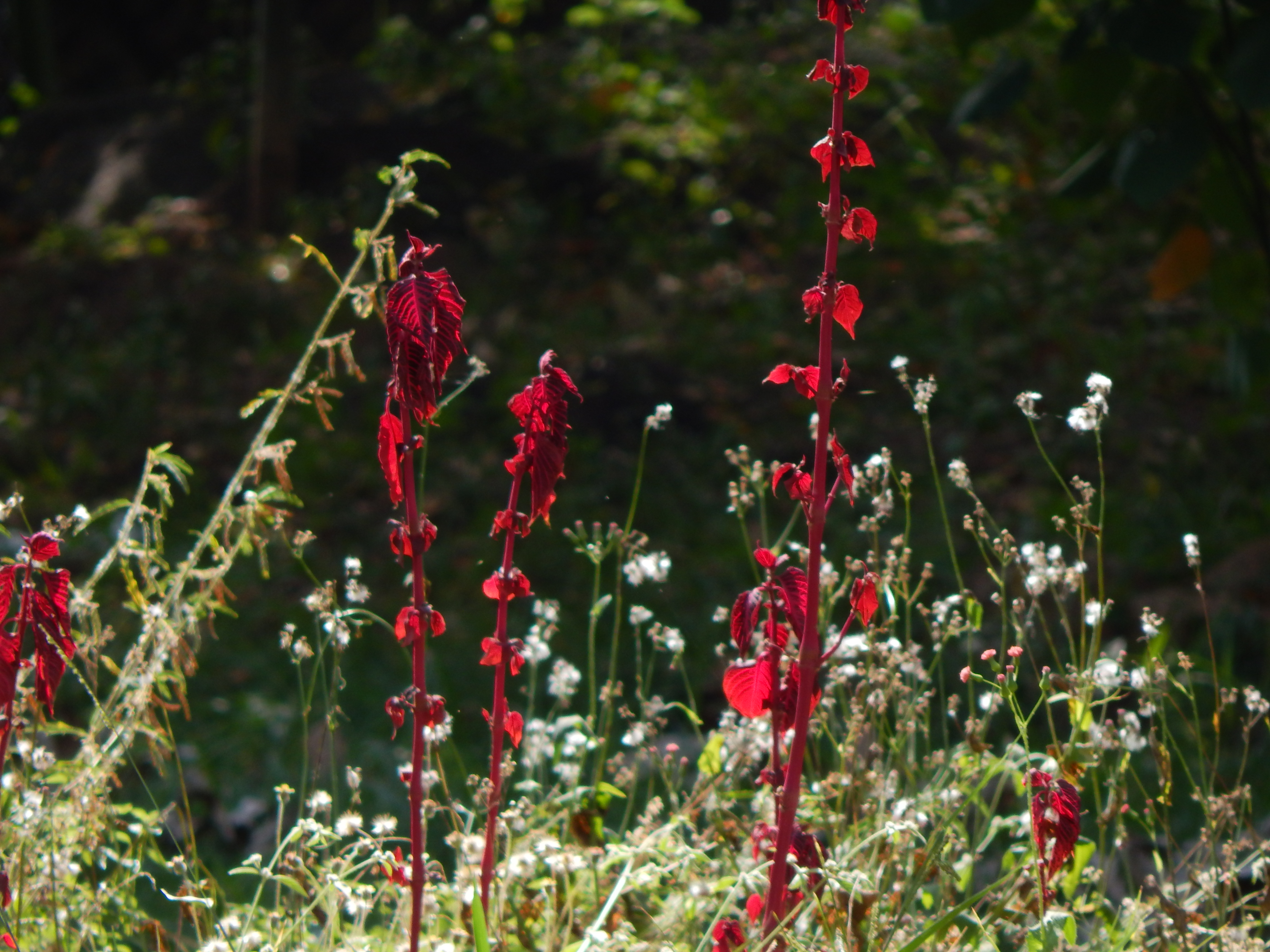
Vegetação e flores

O Parque do Bicão é uma área com espaços verdes e arborizados, além de abrigar um pequeno lago e 3 (três) nascentes. Vale ressaltar que o parque é uma área de preservação permanente (APP) e é protegida de acordo com os termos em lei (Lei nº 4.771/65) do Código Florestal. Atividades de pesca e/ou caça no ambiente são proibidas, apesar de em ocasiões específicas a Prefeitura de São Carlos permitir a pesca esportiva com varas de bambu.

### Fauna e flora
Possui uma grande diversidade em sua fauna com espécies variadas de pássaros e peixes como lambaris, tilápias e cacharas. Dispõe também de uma flora moderada, com flores e árvores como amoreiras e jambeiros que podem ser apreciados nos períodos de colheita.